# Буйносов-Ростовский, Иван Петрович
Князь Иван Петрович Буйносов-Ростовский (ум. 1639) — стольник, стряпчий, рында, кравчий (1608) и воевода во времена правления Бориса Годунова, Смутное время и во времена правления Михаила Фёдоровича.
Из княжеского рода Буйносовы-Ростовские. Старший сын боярина князя Петра Ивановича Буйносова-Ростовского. Брат — боярин князь Юрий Петрович Буйносов-Ростовский (ум. 1646).

## Биография

### Служба Борису Годунову
В 1598 году князь Иван Петрович Буйносов-Ростовский упоминается среди стольников в составе государева полка царя Бориса Фёдоровича Годунова в походе на Серпухов против крымских татар. В 1605 году отправлен царем Борисом Фёдоровичем в Ржев, чтобы собирать дворян и детей боярских для борьбы против Лжедмитрия.

#### Служба в Смутное время
В 1608 году рында при представлении Государю сендомирского посла, участвовал в бою на Ходынке против тушинцев с государевым саадаком. В этом же году на свадьбе царя Василия Ивановича Шуйского с его сестрой, княжной Марией Петровной, Иван Буйносов-Ростовский держал государев колпак и получил должность кравчего. В 1610 году после свержения царя Василия Шуйского его шурин Иван Петрович Буйносов лишился чина кравчего.

##### Служба Михаилу Фёдоровичу
В 1613 году участвовал в Земском соборе в Москве, который избрал новым русским царём Михаила Фёдоровича Романова, подписался восьмидесятым под соборным актом избрания. Новый царь Михаил Фёдорович восстановил Ивана Буйносова-Ростовского в должности кравчего. В 1613 году отправлен первым воеводой на воеводство в Тобольск, где пробыл до 1615 года, когда был отозван в Москву. В 1625 году на бракосочетании царя Михаила Фёдоровича с княжной Марии Владимировны Долгоруковой был одиннадцатым в свадебном поезде. В 1627—1629 годах в Боярской книге записан московским дворянином. В дальнейшем служил при царском дворе, часто упоминается при разных торжествах при приёмах послов различных стран. В 1632—1636 годах местничал с князем Фёдором Андреевичем Елецким.
Последний раз князь Иван Петрович Буйносов-Ростовский упоминается в 1636 году, когда он «вина наряжал» во время одного торжественного царского обеда.
Умер в 1639 году, о чём имеется запись в Боярской книге.

## Семья
Князь Иван Петрович Буйносов-Ростовский был женат на княжне Марии Семёновне Куракиной (ум. 1619), дочери князя Семёна Дмитриевича Куракина. Погребена в Троице-Сергиевом монастыре, где над её могилой был установлен надгробный камень с надписью: «Князя Ивана Петровича Буйносова-Ростовского княгиня Марья Семёновна представилась 128 (1619) году октября в 8 день».
- Князь Алексей Иванович Буйносов-Росовский (ум. 1665) — стольник и воевода.